# Fortuna Arena
El Eden Arena (denominado oficialmente como Fortuna Arena por motivos de patrocinio) es un estadio de fútbol ubicado en Praga, República Checa. El estadio original fue inaugurado el 27 de septiembre de 1953, pero en 2003 fue demolido y reconstruido por completo. El nuevo estadio reinaugurado el 7 de mayo de 2008 y tiene una capacidad para 21 000 espectadores sentados, lo que le convierte en el estadio más grande de la República Checa. El SK Slavia Praga disputa sus partidos como local y, en ocasiones, la selección nacional.
Durante la temporada 2011-12 acogió los partidos del FC Viktoria Plzeň en la Liga de Campeones de la UEFA. El estadio albergó la Supercopa de Europa de 2013 y la Eurocopa Sub-21 de 2015.

## Historia
A principios de la década de 1950, el Slavia se vio obligado a salir de su estadio en el barrio praguense de Letná y construir uno nuevo en el distrito de Vršovice, en Praga 10. Su capacidad era de 50 000 espectadores, en su mayoría de pie. La tribuna de madera occidental (la principal) se tomó del antiguo estadio de Letná y el resto de las gradas eran de hormigón. El estadio también contó con una pista de atletismo. El primer partido en este estadio tuvo lugar el 27 de septiembre de 1953, en el que el Slavia empató 1-1 contra el equipo de Křídla vlasti Olomouc. El legendario Josef Bican marcó el gol del equipo local.

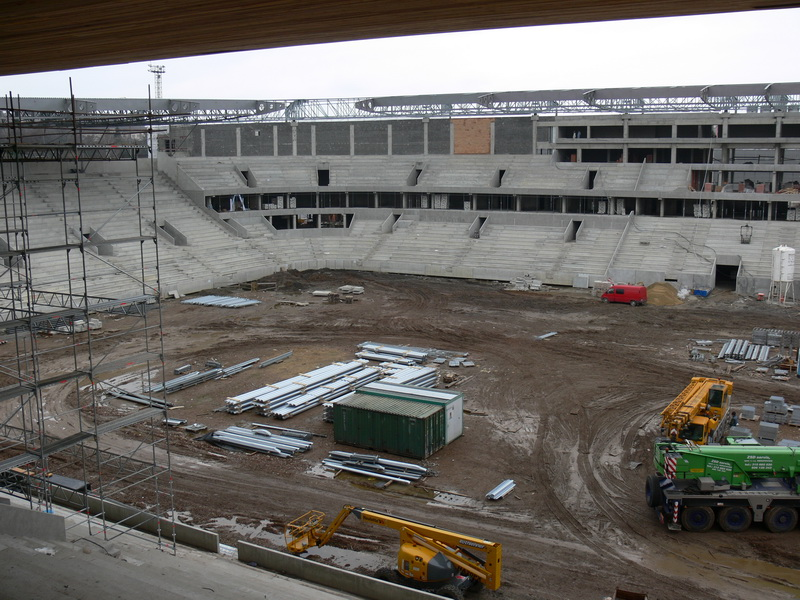
El estadio en construcción en 2007

En la década de 1970 se hizo evidente que el Eden no proporcionaba suficiente comodidad para el público y el club comenzó a planificar la construcción de uno nuevo en el mismo lugar. Sin embargo, bajo el régimen comunista, la planificación fue bastante lenta. Se hicieron varios proyectos y la construcción finalmente comenzó en 1990. En 1989, el Slavia se trasladó temporalmente al cercano estadio Ďolíček —sede del FC Bohemians Praga, ahora conocido como Bohemians 1905— y la tribuna oriental fue derribada. Sin embargo, el derrocamiento del régimen comunista en 1989 retrasó la construcción. Mientras tanto, el Slavia se trasladó al Stadion Evžena Rošického, un estadio en la colina de Strahov, que es grande, pero incómodo y de difícil acceso.
A principios de 1990 toda la construcción fue cancelada y el Slavia volvió al viejo Eden. Se construyó una tribuna temporal en el lugar de la antigua del este, pero estaba claro que el Eden era anticuado y el Slavia necesitaba un nuevo recinto. Se hicieron varios proyectos más, pero Slavia fue incapaz de recaudar fondos suficientes y hubo algunos problemas legales, ya que las instalaciones eran propiedad del gobierno y llevó un gran esfuerzo transferirlos al Slavia. En 2000, el estadio no reunía los requisitos para acoger partidos de la liga checa, por lo que el Slavia regresó al Strahov.

### Nuevo estadio

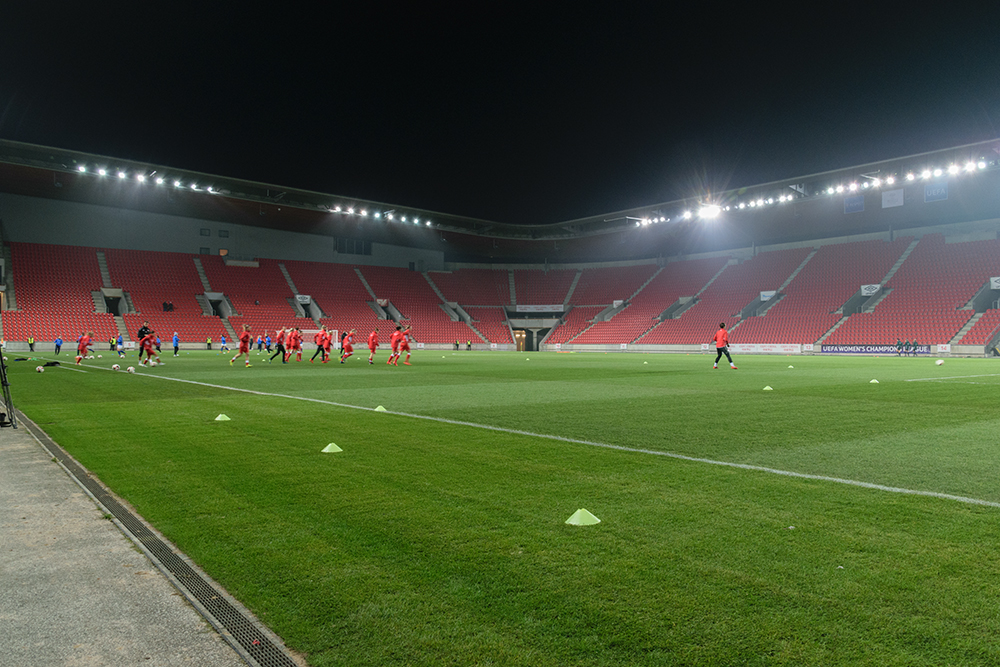
Interior del inmueble

El Slavia finalmente presentó un proyecto para un nuevo estadio, pero no se inició la construcción. En diciembre de 2003, el viejo estadio Eden fue derribado y el Slavia anunció que el nuevo estadio se inauguraría el 19 de octubre de 2005, sin embargo, en octubre de 2005 la construcción ni siquiera había comenzado. Le tomó un año para comenzar. El proyecto tuvo que ser reducido para abaratar el costo de la construcción de 1800 millones de coronas checas a menos de 1000 millones. La construcción comenzó finalmente en octubre de 2006 y los arquitectos encargados del proyecto fueron Martin Kotík, Daniel Dvořák y Leoš Zeman.
A pesar de no estar completamente terminado, se inauguró el 7 de mayo de 2008, con un partido amistoso contra el Oxford University. Muchos exfutbolistas notables del Slavia, como Pavel Kuka, Patrik Berger, Jan Suchopárek e Ivo Knoflíček, participaron en este partido que el Slavia ganó 5-0.
El primer partido oficial en el nuevo estadio se jugó el 17 de mayo de 2008 frente al Jablonec y terminó 2-2, pero el Slavia se aseguró el título de la Gambrinus Liga en este último partido de la temporada 2007-08.

## Patrocinio
En julio de 2008 se anunció que la compañía de apuestas Synot Tip había firmado un acuerdo con E Side Property Limited, los propietarios del estadio, sobre un acuerdo de patrocinio en relación con una de las tribunas. En 2009, el nombre del estadio fue cambiado oficialmente a Synot Tip Arena.
En 2011 el Grupo Natland fueron anunciados como los nuevos propietarios mayoritarios del estadio. En 2012 se anunció que Synot no extendió su patrocinio del estadio más allá del final de la temporada 2011-12, por lo que el estadio volvió a su nombre original.

## Conciertos

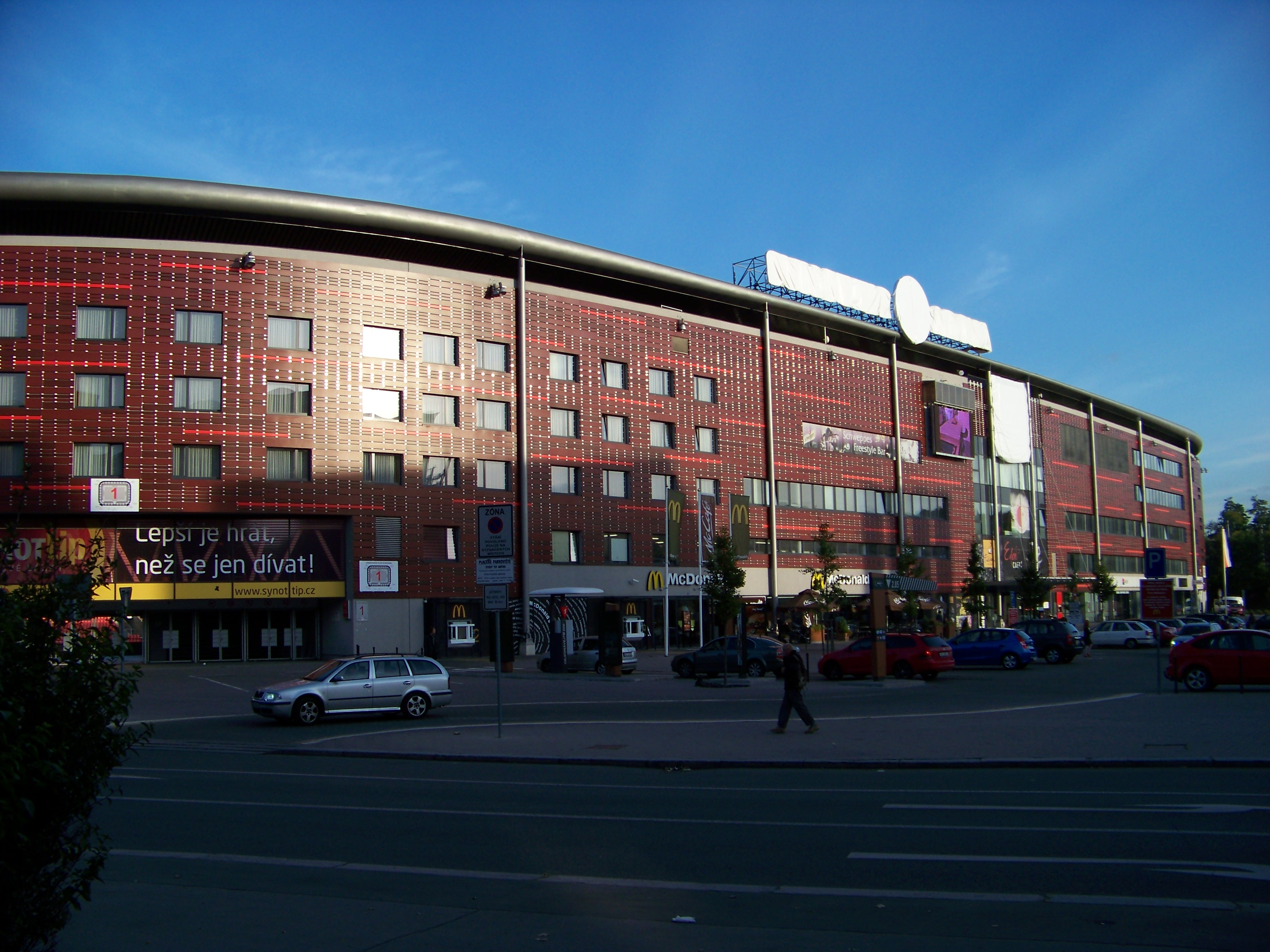
Exterior del estadio en la calle Vladivostocká 1540/2

| Fecha                    | Artista           | Ref.   |
| ------------------------ | ----------------- | ------ |
| 3 de junio de 2008       | Metallica         | [ 9 ]  |
| 8 de agosto de 2008      | Iron Maiden       | [ 10 ] |
| 17 de agosto de 2008     | R.E.M.            | [ 11 ] |
| 25 de junio de 2009      | Depeche Mode      | [ 12 ] |
| 20 de julio de 2010      | P!nk              | [ 13 ] |
| 7 de mayo de 2012        | Metallica         | [ 14 ] |
| 11 de julio de 2012      | Bruce Springsteen | [ 15 ] |
| 16 de septiembre de 2012 | Coldplay          | [ 16 ] |